# 土屋政雄
土屋 政雄（つちや まさお、1944年1月10日 - ）は、日本の翻訳家。

## 人物
長野県松本市出身。東京大学教養学部教養学科中退。
東京大学在学中にクレアモント・メンズ・カレッジ（現クレアモント・マッケナ大学）に留学。はじめ技術翻訳で生計を立て、その後はイギリス・アメリカのミステリー、文学作品などを数多く翻訳する他、トークライブイベント等の講演会も行っている。

## 翻訳
- 『FBI 独裁者フーバー長官』（ウィリアム・サリバン,ビル・ブラウン、中央公論社）1981年、中公文庫、1987年・新版2002年
- 『政府からの自由』（ミルトン・フリードマン、中央公論社）1984年、中公文庫、1991年
- 『日米半導体競争』（ダニエル・I・オキモト他編著、中央公論社）1985年
- 『「豊かさ」の貧困 消費社会を超えて』（ポール・L・ワクテル、TBSブリタニカ）1985年
- 『ロンドン警視庁フォト・ミステリー』1-2（エイミー・キャロル、中央公論社）1986年
- 『アビントン・フリス村事件簿 イラスト・ミステリー』（ローレンス・トリート、中央公論社）1986年
- 『新貿易国家論』（リチャード・ローズクランス、中央公論社）1987年
- 『栄光と狂気。 オリンピックに憑かれた男たち。』（デイヴィッド・ハルバースタム、TBSブリタニカ）1987年
- 『消えた娘』（クレイ・レイノルズ、新潮文庫）1989年
- 『バットマン』（ワーナー映画公式原作コミック、中央公論社）1989年
- 『バットマン リターンズ』（ワーナー映画公式原作コミック、中央公論社）1992年
- 『黙秘権』（チャールズ・ブラント、新潮文庫） 1992
- 『グッド・タイムズ』（ラッセル・ベイカー、中央公論社） 1992年
- 『日本文学の歴史　古代・中世篇』（1－6）（ドナルド・キーン、中央公論社） 1994－1995年、のち改題『日本文学史』中公文庫 2013
- 『イギリス人の患者』（マイケル・オンダーチェ、新潮社） 1996年、のち文庫
- 『アンジェラの灰』（フランク・マコート、新潮社、新潮クレスト・ブックス）1998年、のち文庫
- 『コールドマウンテン』（チャールズ・フレイジャー、新潮社、2000年）、のち文庫
- 『アンジェラの祈り』（フランク・マコート、新潮社、新潮クレスト・ブックス）2003年
- 『エデンの東』上・下（ジョン・スタインベック、早川書房）2005年、のち文庫（全4巻）
- 『コンゴ・ジャーニー』（レドモンド・オハンロン、新潮社）2008年
- 『千の輝く太陽』（カーレド・ホッセイニ、早川書房）2008年。ハヤカワepi文庫 2014年
- 『月と六ペンス』（サマセット・モーム、光文社古典新訳文庫）2008年
- 『ダロウェイ夫人』（ヴァージニア・ウルフ、光文社古典新訳文庫）2010年
- 『IBM奇跡の"ワトソン"プロジェクト 人工知能はクイズ王の夢をみる』（スティーヴン・ベイカー、早川書房） 2011
- 『日はまた昇る 新訳版』（アーネスト・ヘミングウェイ、ハヤカワepi文庫）2012年
- 『ねじの回転』（ヘンリー・ジェイムズ、光文社古典新訳文庫） 2012
- 『終わりの感覚』（ジュリアン・バーンズ、新潮社） 2012
- 『守備の極意』上・下（チャド・ハーバック、早川書房） 2013
- 『出島の千の秋』上・下（デイヴィッド・ミッチェル、河出書房新社） 2015年
- 『人生の段階』（ジュリアン・バーンズ、新潮社、新潮クレスト・ブックス）2017年

### デニス・ホイートリー
- 『マイアミ沖殺人事件』（デニス・ホイートリー、中央公論社） 1982年、中公文庫 1986年
- 『誰がロバート・プレンティスを殺したか』（デニス・ホイートリー、中央公論社） 1983年
- 『マリンゼー島連続殺人事件』（デニス・ホイートリー、中央公論社） 1983年
- 『手掛りはここにあり』（デニス・ホイートリー、中央公論社） 1983年

### カズオ・イシグロ
- 『日の名残り』（カズオ・イシグロ、中央公論社）1990年、中公文庫 1994年、ハヤカワepi文庫 2001年
- 『わたしを離さないで』（カズオ・イシグロ、早川書房）2006年、ハヤカワepi文庫 2008年
- 『夜想曲集 音楽と夕暮れをめぐる五つの物語』（カズオ・イシグロ、早川書房）2009年、ハヤカワepi文庫 2011年
- 『忘れられた巨人』（カズオ・イシグロ、早川書房） 2015年、ハヤカワepi文庫 2017年
- 『特急二十世紀の夜と、いくつかの小さなブレークスルー ノーベル文学賞受賞記念講演』（カズオ・イシグロ、早川書房） 2018年
- 『クララとお日さま』（カズオ・イシグロ、早川書房） 2021年、ハヤカワepi文庫 2023年